# Georg Daniel Teutsch-szobor
A nagyszebeni Georg Daniel Teutsch-szobor műemlékké nyilvánított szobor Romániában, Szeben megyében. A romániai műemlékek jegyzékében az SB-III-m-B-12595 sorszámon szerepel.